# Ragala
Ragala är ett samhälle cirka två mil utanför staden Nuwara Eliya i Sri Lankas centrala bergsmassiv. Ragala har cirka 25 000 invånare varav de flesta bor på kringliggande teplantage. De flesta av Ragalas invånare tillhör medelklassen eller lägre. Sri Lankas befolkning är till cirka 75 procent singaleser och cirka 20 procent tamiler, men i Ragala är procentsatserna de motsatta. I Ragala samhälle finns buddhistiskt tempel, hinduiskt tempel, moské och kristen kyrka. Ragala ligger utanför turiststråken. För att nå Ragala kör man på slingriga serpentinvägar längst bergssidan från Kandy eller Nuwara Eliya. Det finns även bussförbindelse.